# Aka (Fukuoka)
Aka (赤村?) è un villaggio giapponese della prefettura di Fukuoka.